# Loh (Stephansposching)
Loh ist ein Ortsteil der Gemeinde Stephansposching im niederbayerischen Landkreis Deggendorf.

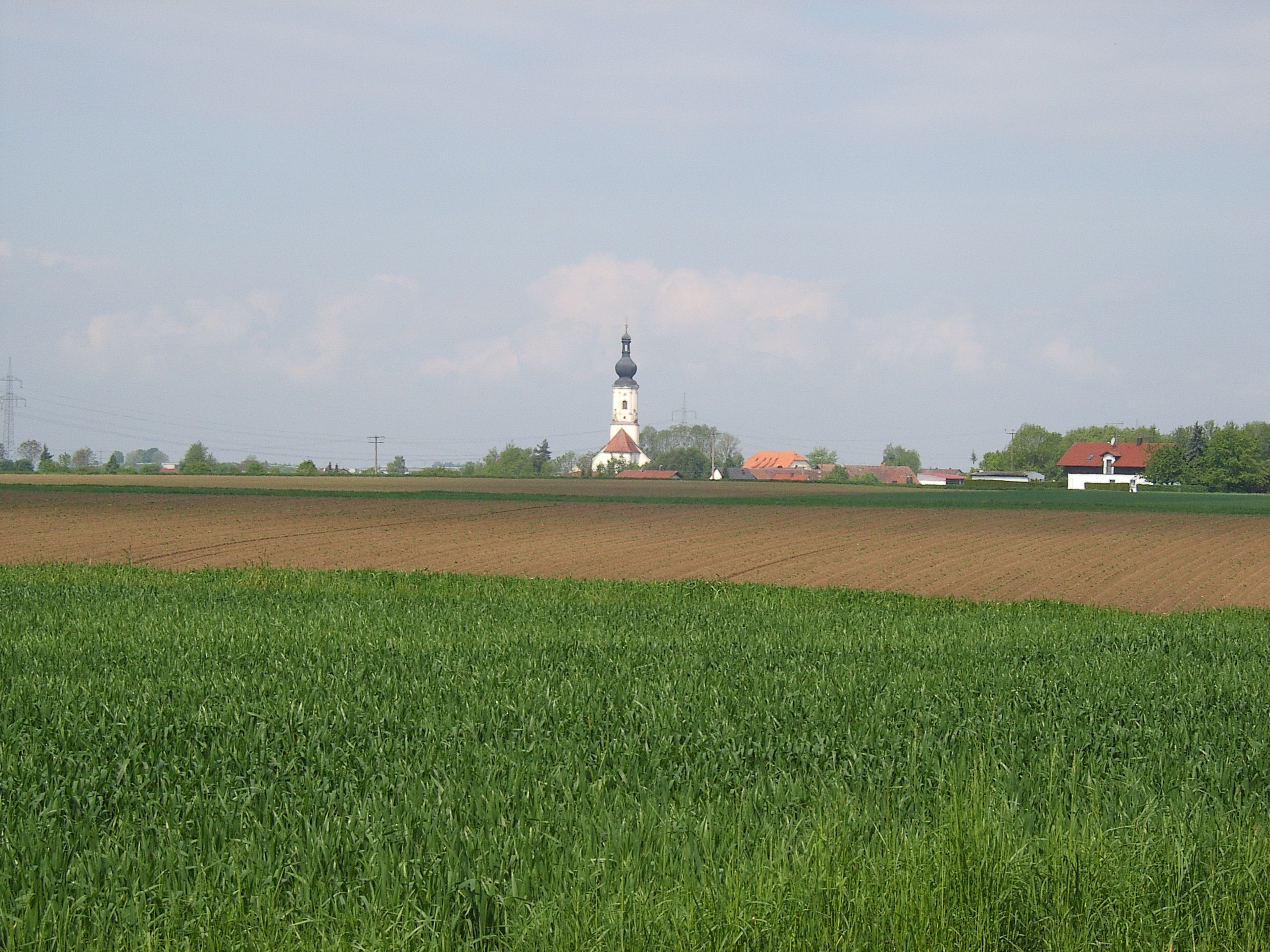
Loh aus der Ferne

## Geographie
Loh ist ein kleiner Ort  im Gäuboden, der ein paar hundert Meter nördlich der Bundesstraße 8 und ca. 2 Kilometer östlich von Straßkirchen liegt. Etwa 500 Meter nordöstlich von Loh an der nahen Donau liegt der Ort Wischlburg. Mittelpunkt von Loh ist die Wallfahrtskirche „Zum Heiligen Kreuz“.

## Geschichte
Die erste urkundliche Erwähnung erfolgt im Jahr 905, als König Ludwig einen Hof nahe dem Gewässer Loua, welches so viel wie Sumpfgebiet bedeutet, dem Kind schenkte (Quelle: Regensburger Annalen). Somit gilt es als sicher, dass Teile des Dorfes vor tausend Jahren Sumpfgebiet waren. Ebenfalls wird in den Regensburger Annalen 949 von einem Kampf der Ungarn bei Louna berichtet. 1266 wird Loh erstmals als Pfarrei erwähnt. Die Wallfahrt begann nachweislich um 1400 und wurde von Kloster Metten gefördert. Loh entwickelte sich zu einem bedeutenden Wallfahrtsort.
1423 saß der Deggendorfer Richter auf Befehl des Pflegers von Natternberg auf der Schranne zu Loh. Der Ort gehörte 1464 zur Obmannschaft Wischlburg und war 1474 mit Wischlburg zusammengefasst. 1532 erscheint Loh von Wischlburg getrennt als eine von 26 Obmannschaften des Landgerichtes Natternberg, ebenso 1602 als eine von 36 Obmannschaften. Die Obmannschaft umfasste 1752 außer Loh noch die Einöde Wolferskofen.

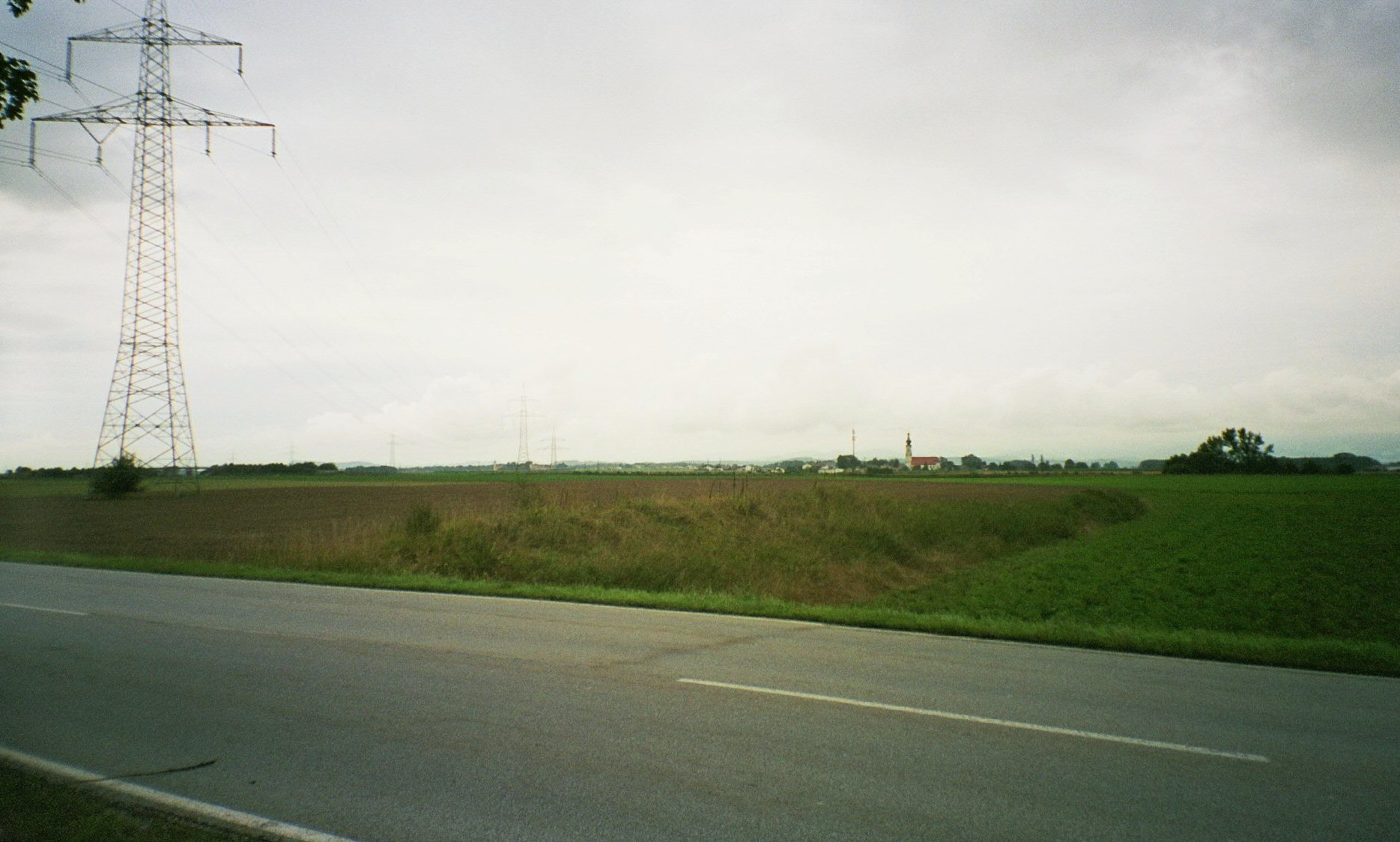
Keltenschanze bei Loh.

1784 erhandelte die verwitwete Kurfürstin Anna Maria Sophia aus Anlass der Errichtung ihres Damenstiftes vier grundbare Anwesen des Klosters Aldersbach zu Loh. 
Ebenfalls befindet sich bei Loh eine spätkeltische Viereckschanze, eine der wenig übriggebliebenen in der Donauebene.

## Wallfahrtsort und Kirche

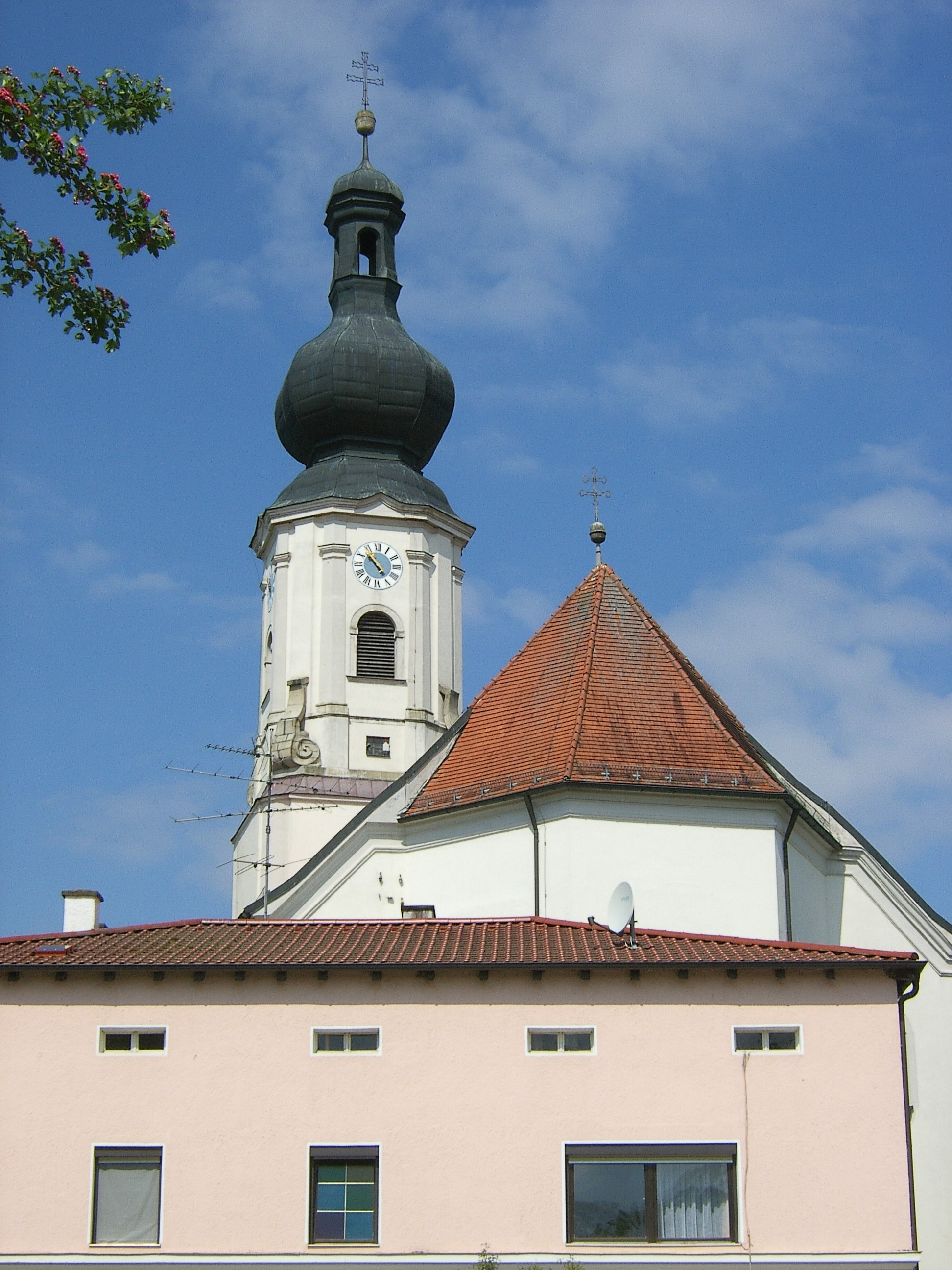
Die Kirche von außen

### Geschichte der Wallfahrtskirche
1266 wurde Loh erstmals als eigenständige Pfarrei erwähnt. 1300 taucht dann zum ersten Mal eine Kirche in den Geschichtsbüchern auf und entwickelt sich langsam zu einem Wallfahrtsort. Dieser entstand wegen des Loher Kreuzes, welches ein römischer Offizier im 5. Jahrhundert aufgestellt hatte. Es wurde zuerst, nachdem die Römer abzogen waren, von den heidnischen Bajuwaren in einen Sumpf geworfen und dann im 8. Jahrhundert öffentlich verehrt, als Bayernherzog Theodo II. zur Christianisierung seines Landes aufrief.
Später wurde die Pfarrei Loh in die Pfarrei Stephansposching eingegliedert, die 1615 dem Benediktinerkloster Metten zur Betreuung übergeben wurde. Da im 15. Jahrhundert die Wallfahrt zu Loh einen regelrechten Aufschwung erlebte, wurde 1689 mit dem Neubau der Kirche begonnen, der mit der Einweihung durch Abt Benedikt von Metten im Jahr 1706 und der Aufsetzung des Turmkreuzes 1714 als abgeschlossen galt. Die Leitung des Baues lag bei dem Münchner Hofbaumeister Viscardi; unter den Mitwirkenden der Maßnahme ist auch der Deggendorfer Stadtmaurermeister Benedikt Schöttl verzeichnet.

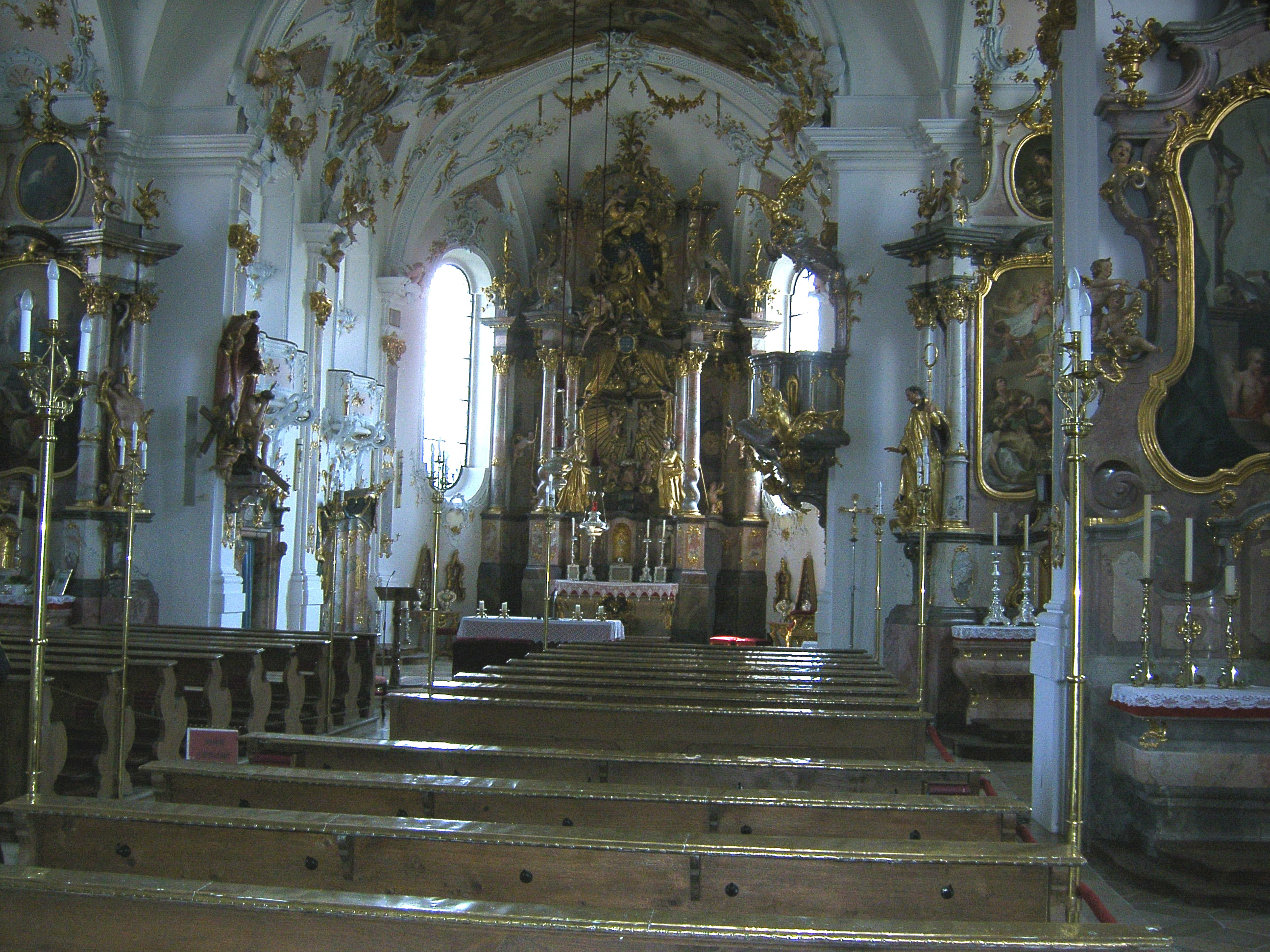
Das Innere der Wallfahrtskirche zu Loh

Zwischen 1768 und 1772 ließ das Kloster Metten die Ausstattung der Wallfahrtskirche durch die beiden Münchner Hofkünstler Franz Xaver Feichtmayr und Christian Wink im Stil des späten Rokoko erneuern. 

### Gegenwärtige Bedeutung
Die Wallfahrtskirche zum Hl. Kreuz in Loh zählt heute zu den bedeutendsten Barock- bzw. Rokokokirchen Bayerns. Außerdem kann sie als beliebter, obwohl kleiner Wallfahrtsort bezeichnet werden.

## DerLoher Kirta
Jeden ersten Sonntag im September findet das Loher Kirchweihfest (Loher Kirta) mit einer Messe, Biergarten und Verkaufsständen statt, das bis zum Zweiten Weltkrieg von überregionaler Bedeutung war: „Im ganzen Gäuboden war der Loher Kirta ein markanter Zeitpunkt, nach dem die Bauern in Ermangelung eines hohen Kirchenfestes im Herbst die Ereignisse festlegten: dies oder jenes war 4 Wochen vor oder 6 Wochen nach dem Loher Kirta geschehen.“